# Francesc Pardo
Francesc Pardo i Artigas (ur. 26 czerwca 1946 w Torrelles de Foix, zm. 31 marca 2022 w Gironie) – hiszpański duchowny katolicki, biskup Girony w latach 2008–2022.

## Życiorys

### Prezbiterat
Święcenia kapłańskie otrzymał 31 maja 1973 i został inkardynowany do archidiecezji barcelońskiej. Pracował przede wszystkim jako duszpasterz parafialny, był także m.in. członkiem kilku archidiecezjalnych komisji oraz wikariuszem biskupim dla kilku rejonów archidiecezji. W 2004 został prezbiterem nowo powstałej diecezji Terrassa i objął funkcję jej wikariusza generalnego.

### Episkopat
16 lipca 2008 papież Benedykt XVI mianował go biskupem ordynariuszem diecezji Girony. Sakry biskupiej udzielił mu 16 lipca 2008 ówczesny nuncjusz apostolski w Hiszpanii – abp Manuel Monteiro de Castro.